# あなたにハッピー・メロディ
『あなたにハッピー・メロディ』はニッポン放送制作で2016年10月3日から放送している音楽番組。

## 概要
1998年10月から18年間続いてきた『どうですか歌謡曲』を刷新して、新しい音楽番組として放送開始。
この番組では、以下のように1週間ごとに内容を変えて送る。この体裁は『どうですか歌謡曲』の体裁をほぼ踏襲する形になっているが、パーソナリティが一人で担当する日は曜日ごとのコーナー設定が少ない。
1. リスナーからのリクエストにお応えし、さらに、推薦曲や「注目のアーティストの楽曲」など送るとともに、「旬の話題や季節の風物詩」を紹介する[3]。
2. アーティストや若手歌手とのトークを繰り広げ、その上で、そのアーティストや若手歌手の曲を送る[3]。

番組タイトルは初代パーソナリティの新行が2018年3月まで中継リポーターとして出演していた『垣花正 あなたとハッピー!』にちなんでいるが、制作局のニッポン放送では『草野満代 夕暮れWONDER4』（2018年4月2日〜2020年7月2日）→『辛坊治郎ズーム そこまで言うか!』（月曜から木曜、2020年7月5日〜）、『金曜ブラボー。』→『大橋未歩 金曜ブラボー』→『うどうのらじお』（金曜）で全国CMのみネットしている為、裏送りの体制を取っている。
また、『どうですか歌謡曲』時代からのネット局の一部（東海ラジオやラジオ大阪など）では、この番組内のCMだけを放送（本編を自社で制作）する企画ネットで対応。ラジオ大阪では自社制作の生ワイド番組に内包していて、2018年3月までこの番組の全編ネットを実施していたが、2020年4月から企画ネットに移行したうえで「私だけのメモリーズ」（自社で受け付けたリスナーからのリクエスト曲をメッセージと合わせて紹介するコーナー）として放送している。

## パーソナリティ

### 現在
- だいすけ（俳優） - 2019年9月30日 -

### 過去
全員、ニッポン放送のアナウンサー
- 新行市佳[4] - 2016年10月3日 - 2018年3月30日
- 東島衣里 - 2018年4月2日 - 2019年3月29日
- 増山さやか - 2019年4月1日 - 9月27日

## ネット局
2024年4月時点
放送時間の早い順から記載。
| 放送対象地域  | 放送局                        | 放送時間      | 内包番組                                                                                  |
| ------------- | ----------------------------- | ------------- | ----------------------------------------------------------------------------------------- |
| 福島県        | ラジオ福島（rfc）             | 16:00 - 16:10 |                                                                                           |
| 新潟県        | 新潟放送（BSN）               | 16:00 - 16:10 | 「四畳半スタジオ」（月曜 - 木曜）内 「スーパー・ササダンゴ・マシンのセッパン!」（金曜）内 |
| 静岡県        | 静岡放送（SBS）               | 16:00 - 16:10 | [ 注 2 ]                                                                                  |
| 秋田県        | 秋田放送（ABS）               | 16:20 - 16:30 |                                                                                           |
| 愛媛県        | 南海放送（RNB）               | 16:20 - 16:30 | [ 注 3 ]                                                                                  |
| 大分県        | 大分放送（OBS）               | 16:20 - 16:30 | 「情熱ライブ!Voice」内                                                                    |
| 長崎県 佐賀県 | 長崎放送（NBC） NBCラジオ佐賀 | 16:30 - 16:40 |                                                                                           |
| 青森県        | 青森放送（RAB）               | 16:35 - 16:45 |                                                                                           |
| 石川県        | 北陸放送（MRO）               | 16:35 - 16:45 | [ 注 5 ]                                                                                  |
| 山梨県        | 山梨放送（YBS）               | 16:40 - 16:50 |                                                                                           |
| 宮崎県        | 宮崎放送（MRT）               | 16:40 - 16:50 |                                                                                           |
| 鹿児島県      | 南日本放送（MBC）             | 16:40 - 16:50 |                                                                                           |
| 沖縄県        | ラジオ沖縄（ROK）             | 16:45 - 16:55 |                                                                                           |
| 岩手県        | IBC岩手放送                   | 16:50 - 17:00 |                                                                                           |
| 山形県        | 山形放送（YBC）               | 16:50 - 17:00 |                                                                                           |
| 富山県        | 北日本放送（KNB）             | 16:50 - 17:00 |                                                                                           |
| 福井県        | 福井放送（FBC）               | 16:50 - 17:00 |                                                                                           |
| 長野県        | 信越放送（SBC）               | 16:50 - 17:00 | [ 注 6 ]                                                                                  |
| 和歌山県      | 和歌山放送（wbs）             | 16:50 - 17:00 |                                                                                           |
| 岡山県        | 山陽放送（RSK）               | 16:50 - 17:00 |                                                                                           |
| 島根県 鳥取県 | 山陰放送（BSS）               | 16:50 - 17:00 |                                                                                           |
| 山口県        | 山口放送（KRY）               | 16:50 - 17:00 |                                                                                           |
| 香川県        | 西日本放送（RNC）             | 16:50 - 17:00 | 「RNCイヴニング415」内                                                                    |
| 高知県        | 高知放送（RKC）               | 16:50 - 17:00 |                                                                                           |
| 徳島県        | 四国放送（JRT）               | 16:50 - 17:00 |                                                                                           |
| 熊本県        | 熊本放送（RKK）               | 16:50 - 17:00 |                                                                                           |

### 自社制作局
CMのみネット。
| 放送対象地域 | 放送局              | 放送時間                                         | 内包番組 |
| ------------ | ------------------- | ------------------------------------------------ | --- |
| 広島県       | 中国放送（RCC）     | 16:05 - 16:30                                    | 『まるっと日常ワイド えんまん。』（月 - 木曜）内 『WひろしのFRIDAYヒーロー』（金曜）内 |
| 福岡県       | 九州朝日放送（KBC） | 16:05 - 16:15                                    | 『ハッピーアワー』内 |
| 北海道       | STVラジオ           | 16:05 - 16:15 16:30 - 16:35                      | 『まるごと!エンタメ〜ション』（月 - 木曜）内 『ラジオノマド』（金曜）内 |
| 近畿広域圏   | ラジオ大阪（OBC）   | 16:08 - 16:18                                    | 『チキチキジョニーのいただきました!3時間!』（月曜）内 『笑福亭松喬の笑えば大吉』（火曜）内 『森脇健児のぶっとび水曜日』（水曜）内 『原田年晴 かぶりつきチューズデー!/BIGフライデー!』（木・金曜）内 |
| 宮城県       | 東北放送（TBC）     | （月 - 木曜）16:10 - 16:20 （金曜）16:30 - 16:40 | 月 - 木曜は不定（16:30 - 16:50の間） 『シロクジTUNE』内（金曜） |
| 中京広域圏   | 東海ラジオ（SF）    | 16:12 - 16:22                                    | 『bre:eze』「HOT DISK selected by diskunion」内 |
| 関東広域圏   | ニッポン放送（LF）  | 不定                                             | 『辛坊治郎ズーム そこまで言うか!』（月 - 木曜）内 『うどうのらじお』（金曜）内 |